# Mai à vélo
Mai à vélo est une campagne promouvant le vélo et les mobilités durables auprès du grand public. 

## En France
Mai à vélo est une fête nationale pour encourager la pratique et découvrir ou redécouvrir, de façon ludique et pétillante, tous les avantages de la bicyclette. Mai à vélo met en valeur depuis 2020, les initiatives portées localement par les associations et leurs nombreux bénévoles, les entreprises, les collectivités et institutions publiques, etc. tous engagés, aux quatre coins de la France, pour faire grandir la communauté des cyclistes et valoriser ce plaisir, accessible à toutes et tous, dès le plus jeune âge et tout au long de la vie.
En 2024, plus de 5000 événements sont organisés et plus de 9 millions de kilomètres sont parcourus. En 2025, Mai à vélo fête ses 5 ans.

## En Pologne
En Pologne, la campagne a été lancée par la ville de Gdańsk en 2014. Depuis 2016, l'organisateur invite des villes de toute la Pologne à participer. En 2024, elle s'est déroulée dans 29 villes et municipalités.

### Règles
Chaque élève, écolier et enseignant qui arrive en classe en mai en utilisant un mode actif (vélo, trottinette, rollers ou en skateboard) reçoit deux autocollants : un pour le journal de bord des vélos et l'autre pour l'affiche commune de la classe (lors de la première édition en 2014, seuls les déplacements à vélo étaient comptabilisés). Les participants, les classes et les institutions les plus actifs reçoivent des prix. La compétition se déroule sur trois niveaux : par individu, par classe et par établissement.
Les écoles, classes et élèves les plus actifs sont récompensés par des prix tels qu'une extension de l'infrastructure cycliste de l'école, des laissez-passer pour des centres d'apprentissage ou de loisirs ou des accessoires de cyclisme.
Pendant la compétition, des événements supplémentaires sont organisés, tels que des contrôles et des services gratuits pour les vélos, des enquêtes sur les préférences des élèves en matière de transport, des promenades communes à vélo, en trottinette et en rollers, ainsi que des pique-niques.
Pendant la compétition, des événements supplémentaires sont organisés, tels que des inspections et des services gratuits pour les vélos, des enquêtes sur les préférences de transport des étudiants, des balades communes à vélo, en trottinette et en rollers, ainsi que des pique-niques.

### Éditions
Les deux premières éditions de Mai à vélo se sont déroulées exclusivement à Gdansk, mais à partir de la troisième édition, d'autres villes et municipalités participent également à la campagne.
La première édition était exclusivement destinée aux élèves de l'école primaire, et à partir de la deuxième édition, la campagne s'adresse également aux enfants d'âge préscolaire. En 2018, lors de la cinquième édition, un registre de présence des cyclistes en ligne a été introduit, permettant de suivre en temps réel les résultats des écoles et des jardins d'enfants.
En raison de la pandémie de COVID-19, Mai à vélo n'a pas eu lieu en 2020. 
Certaines villes ont décidé de fournir aux enseignants du matériel pédagogique sur le vélo, la sécurité et la mobilité.
En 2024, 1 284 établissements de 29 villes et municipalités ont participé à l'événement ; cela a donné un total de 253 000 participants actifs de 17 000 classes et groupes, effectuant 5,6 millions de trajets et réalisant 45 % de tous les trajets des établissements participant à l'événement.
| Editions | Dates          | Nomdre de municipalités participantes | Nombre d'établissements participants |
| -------- | -------------- | ------------------------------------- | ------------------------------------ |
| 1        | 12–23 mai 2014 | 1                                     | 25                                   |
| 2        | 4–29 mai 2015  | 1                                     | 78                                   |
| 3        | 4–31 mai 2016  | 9                                     | 238                                  |
| 4        | 4–31 mai 2017  | 20                                    | 397                                  |
| 5        | 7–30 mai 2018  | 30                                    | 539                                  |
| 6        | 6–31 mai 2019  | 47                                    | 838                                  |
| 7        | 4–24 mai 2021  | 33                                    | 511                                  |
| 8        | 4–31 mai 2022  | 46                                    | 1130                                 |
| 9        | 4–31 mai 2023  | 41                                    | 1231                                 |
| 10       | 6–29 mai 2024  | 29                                    | 1284                                 |
| 11       | 5–30 mai 2025  |                                       |                                      |

### Ambassadeurs d'honneur
- 2016 — Piotr Myszka,
- 2017 — Natalia Wodyńska-Stosik,
- 2023 — Ambassade du royaume des Pays-Bas, ambassade d'Islande, ambassade du Danemark, ambassade de Suède